# Давидівська сільська рада (Сторожинецький район)
Дави́дівська сільська́ ра́да — адміністративно-територіальна одиниця та орган місцевого самоврядування у Сторожинецькому районі Чернівецької області. Адміністративний центр — село Давидівка.

## Загальні відомості
- Населення ради: 3 115 осіб (станом на 2001 рік)

## Населені пункти
Сільській раді були підпорядковані населені пункти:
- с. Давидівка

## Склад ради
Рада складалася з 22 депутатів та голови.
- Голова ради: Войцицький Станіслав Леопольдович
- Секретар ради:

### Керівний склад попередніх скликань
| Прізвище, ім'я, по батькові       | Основні відомості                                                                                      | Дата обрання | Дата звільнення |
| --------------------------------- | --- | ------------ | --------------- |
| Мілієвич Октавіан Олексійович     | Сільський голова, 1950 року народження, безпартійний                                                   | 26.03.2006   | 31.10.2010      |
| Войцицький Станіслав Леопольдович | Сільський голова, 1967 року народження, освіта середня загальна, член політичної партії «Наша Україна» | 31.10.2010   |                 |

Примітка: таблиця складена за даними сайту Верховної Ради України

### Депутати
За результатами місцевих виборів 2010 року депутатами ради стали:

#### За суб'єктами висування
| Суб'єкт висування | Кількість обраних депутатів | %   |
| ----------------- | --------------------------- | --- |
| Самовисування     | 22                          | 100 |

#### За округами
| № округу | Прізвище, ім'я, по батькові    | Дата визнання обраним | Освіта  | Партійна приналежність                | Відомості про обраного депутата                              |
| -------- | ------------------------------ | --------------------- | ------- | ------------------------------------- | ------------------------------------------------------------ |
| 1        | Дроздик Віталій Леонович       | 02.11.2010            | середня | позапартійний                         | тимчасово не працює                                          |
| 2        | Карпюк Сергій Миколайович      | 02.11.2010            | середня | позапартійний                         | тимчасово не працює                                          |
| 3        | Хоровяк Діана Ярославівна      | 02.11.2010            | середня | член Політичної партії «Наша Україна» | Давидівська загальноосвітня школа І-ІІІ ст., вчитель         |
| 4        | Януш Валентина Михайлівна      | 02.11.2010            | середня | позапартійна                          | тимчасово не працює                                          |
| 5        | Кміт Ілля Іванович             | 02.11.2010            | середня | позапартійний                         | Череський будинок-інтернат, тракторист                       |
| 6        | Продан Малгожата Юліанівна     | 02.11.2010            | середня | член Політичної партії «Наша Україна» | Давидівський клуб, завідувачка                               |
| 7        | Тоненький Дмитро Олександрович | 02.11.2010            | середня | позапартійний                         | Давидівська загальноосвітня школа І-ІІІ ст., електрик        |
| 8        | Пуршега Ольга Іванівна         | 02.11.2010            | середня | позапартійна                          | Давидівський дошкільний навчальний заклад «Колобок», завгосп |
| 9        | Пашишняк Тетяна Дмитрівна      | 02.11.2010            | вища    | позапартійна                          | магазин, продавець                                           |
| 10       | Бергоміцький Дмитро Михайлович | 02.11.2010            | середня | позапартійний                         | пилорама, приватний підприємець                              |
| 11       | Продай Іван Костянтинович      | 02.11.2010            | середня | позапартійний                         | Череський будинок-інтернат, завгосп                          |
| 12       | Німчук Віталій Васильович      | 02.11.2010            | вища    | позапартійний                         | інститут термодинаміки, провідний інженер                    |
| 13       | Чікан Ілля Васильович          | 02.11.2010            | середня | позапартійний                         | ринок, приватний підприємець                                 |
| 14       | Бакрев Анатолій Вікторович     | 02.11.2010            | середня | позапартійний                         | ринок, приватний підприємець                                 |
| 15       | Сироїшка Олександр Михайлович  | 02.11.2010            | вища    | позапартійний                         | Давидівська загальноосвітня школа, вчитель                   |
| 16       | Лупан Іван Дмитрович           | 02.11.2010            | середня | позапартійний                         | ринок, приватний підприємець                                 |
| 17       | Сироїжко Петро Миколайович     | 02.11.2010            | середня | позапартійний                         | Давидівська загальноосвітня школа І-ІІ ст., вартовий         |
| 18       | Крушельницька Параска Іванівна | 02.11.2010            | середня | позапартійна                          | Давидівський фельдшерсько-акушерський пункт, завідувачка     |
| 19       | Мегеден Тамара Василівна       | 02.11.2010            | середня | позапартійна                          | магазин, продавець                                           |
| 20       | Завидюк Михайло Васильович     | 02.11.2010            | середня | позапартійний                         | тимчасово не працює                                          |
| 21       | Сумарюк Микола Михайлович      | 02.11.2010            | середня | позапартійний                         | пилорама, приватний підприємець                              |
| 22       | Данилюк Іван Георгійович       | 02.11.2010            | середня | позапартійний                         | Комарівське лісництво, лісник                                |